# Vampire : L'Âge des ténèbres
Vampire : L'Âge des Ténèbres est un jeu de rôle médiéval-fantastique, publié par White Wolf Publishing en 1996.
Le jeu est basé sur le même système que Vampire : la Mascarade. Vampire : l'Âge des Ténèbres permet d'incarner également un vampire mais dans le Monde des ténèbres (notre monde en plus « gothique »), au Moyen Âge, vers 1230, ce qui fournit une approche du jeu assez différente.
Les vampires n'avaient pas encore mis en place la « Mascarade » pour vivre cachés des humains, tout en se nourrissant sur le « bétail », comme ils les nomment. Néanmoins, il n'est pas non plus question de se promener dans les rues crocs au vent : l'Inquisition et ses bûchers ne brulent pas que des sorcières… Bien sûr l'Église, comme toutes les sphères du pouvoir, est contrôlée par les Caïnites (surnom des vampires). Ainsi le malheureux buveur de sang qui se retrouve soit en plein soleil, soit sur le bûcher, n'a sûrement pas la chance de connaître les bonnes personnes… ou la malchance de déplaire aux mauvaises…

## Histoire éditoriale
La première édition est publiée en 1996 par White Wolf et est traduit et édité en France par Hexagonal la même année.
La deuxième édition dépasse le cadre Vampire… ; L'Âge des ténèbres (Dark Ages) devient une gamme bien identifiée. Il s'agit d'un cadre général qui paraît en anglais et en français 2003 chez les mêmes éditeurs. Des règles générales sont distribuées gratuitement en anglais au format électronique sous le nom Dark Ages Basic Rules  en 2004. La nomenclature est inversée, les jeux s'appellent L'Âge des ténèbres : Vampire (Dark Ages: Vampire), Dark Ages: Fae, Dark Ages: Inquisitor, Dark Ages: Mage et Dark Ages: Werewolf.
La troisième édition est éditée par Onyx Path Publishing en 2015 ; la version française est sortie en 2018 chez Arkhane Asylum Publishing (édition XXᵉ anniversaire).